# História dos judeus no Brasil
Segundo dados do Instituto Brasileiro de Geografia e Estatística (IBGE) compilados no Censo de 2010, havia nesse ano 107.329 judeus no Brasil, a segunda maior comunidade judaica da América Latina (atrás apenas da Argentina) e a 11ª no mundo.
A imigração judaica no Brasil foi um movimento migratório que teve início com a colonização do Brasil, quando judeus sefarditas e cristãos-novos se estabeleceram na colônia. Nos séculos XIX e XX, a imigração de judeus para o Brasil aumentou, e era composta sobretudo por judeus asquenazes do Leste Europeu.
Mais de 100 mil pessoas são de religião judaica no Brasil, mas o número de descendentes que não praticam mais o judaísmo é incerto. Segundo pesquisa de 1999, do sociólogo Simon Schwartzman, 0,2% dos brasileiros entrevistados afirmaram ter ancestralidade judaica, percentual que, numa população de cerca de 200 milhões de brasileiros, representaria cerca de 400 mil pessoas.

## História

### Brasil colônia
O Brasil foi palco para a primeira comunidade judaica estabelecida na América. Com a expulsão dos judeus de Portugal, logo após a sua descoberta, judeus convertidos ao catolicismo, chamados de cristãos-novos, estabeleceram-se na nova colônia. Ao menos dois pisaram na terra quando Pedro Álvares Cabral chegou em 1500, fazendo parte de sua tripulação: Mestre João, médico particular da Coroa Portuguesa e astrônomo; e Gaspar da Gama, intérprete (ajudara Vasco da Gama nas Índias, onde vivia) e comandante da nau que trazia mantimentos.
Uma população numerosa de portugueses descendentes de judeus se estabeleceu no Brasil colonial. Durante vários séculos, judeus, cristãos e muçulmanos conviveram de forma pacífica na Península Ibérica. A Ibéria era um lugar único na Europa onde o hibridismo criou uma sociedade culturalmente rica. Os judeus chegaram à Península Ibérica antes do nascimento de Jesus Cristo e os islâmicos a invadiram no ano de 711, deflagrando uma maciça imigração proveniente do Norte da África, de mouros. Mesmo após os avanços da Reconquista Cristã no século XIII, a Espanha ainda tinha mais afinidade com a sociedade muçulmana do que com o resto da Europa. Mesmo os cristãos-velhos (ibéricos sem ascendência judaica ou muçulmana) pareciam "exóticos" aos olhos dos europeus do Norte, pois absorveram diversos aspectos tanto da cultura judaica quanto da islâmica. Os séculos de convivência entre esses povos foram quebrados no século XV e no século XVI, quando a Inquisição foi estabelecida na Espanha (1478) e em Portugal (1536). Os Reis Católicos (Isabel I de Castela e Fernando II de Aragão) tiveram um reinado conturbado. A Reconquista criou uma natureza militarizada da sociedade espanhola e a violência na Espanha foi exacerbada com a vitória das classes guerreiras durante esse período. Depois que os cristãos conquistaram os territórios dos mouros, várias guerras civis eclodiram na região da Espanha, ameaçando a estabilidade da monarquia. Era necessário desviar toda essa agressividade a um inimigo externo, criando um bode expiatório. Dessa forma, toda a Espanha seria unida para combater um "inimigo" único, criando uma unidade nacional tão desejada pelos Reis Católicos. Em momentos conturbados, as sociedades humanas costumam se voltar contra grupos ambíguos, tendo-os como perigosos e fazendo deles alvos de ataques. No caso espanhol, o grupo escolhido para ser atacado foi o dos judeus.
Os convertidos ou cristãos-novos eram descendentes de judeus que haviam se estabelecido na Península Ibérica há vários séculos. Muitos deles eram descendentes de judeus que haviam se convertido ao catolicismo por livre e espontânea vontade. Muitos eram cristãos devotos e irrepreensíveis. Alguns deles, porém, apesar de serem cristãos, mantinham alguns aspectos culturais judaicos no seu dia-a-dia. Formavam, portanto, um grupo ambíguo que não era visto pelos cristãos-velhos como iguais a eles, tampouco eram aceitos pelos judeus. Portanto, não foi difícil desmoralizá-los e transformá-los em alvo de agressividade. Os cristãos-novos foram os primeiros a ser perseguidos pela Inquisição. Depois de terem sido proibidos de assumir certos cargos, muitos foram julgados pela Inquisição, foram presos, torturados, tiveram seus bens confiscados e foram queimados vivos. Finalmente, em 1492, os judeus foram expulsos da Espanha e a violência da Inquisição se voltou contra os mouros, mais tarde contra os protestantes, franco-maçons, bruxas, iluministas, jansenistas, homossexuais, bígamos e qualquer grupo que desviasse dos padrões impostos pela Igreja. Os próprios católicos passaram a ser vítimas da Inquisição, pois criou-se na Península Ibérica uma sociedade "paranoica e neurótica", onde as pessoas eram vigiadas por seus vizinhos e qualquer comportamento suspeito já ensejava uma denúncia. A Inquisição foi mais uma entidade política do que religiosa, e era frequentemente usada pelas pessoas para se conseguir poder e eliminar inimigos indesejáveis.

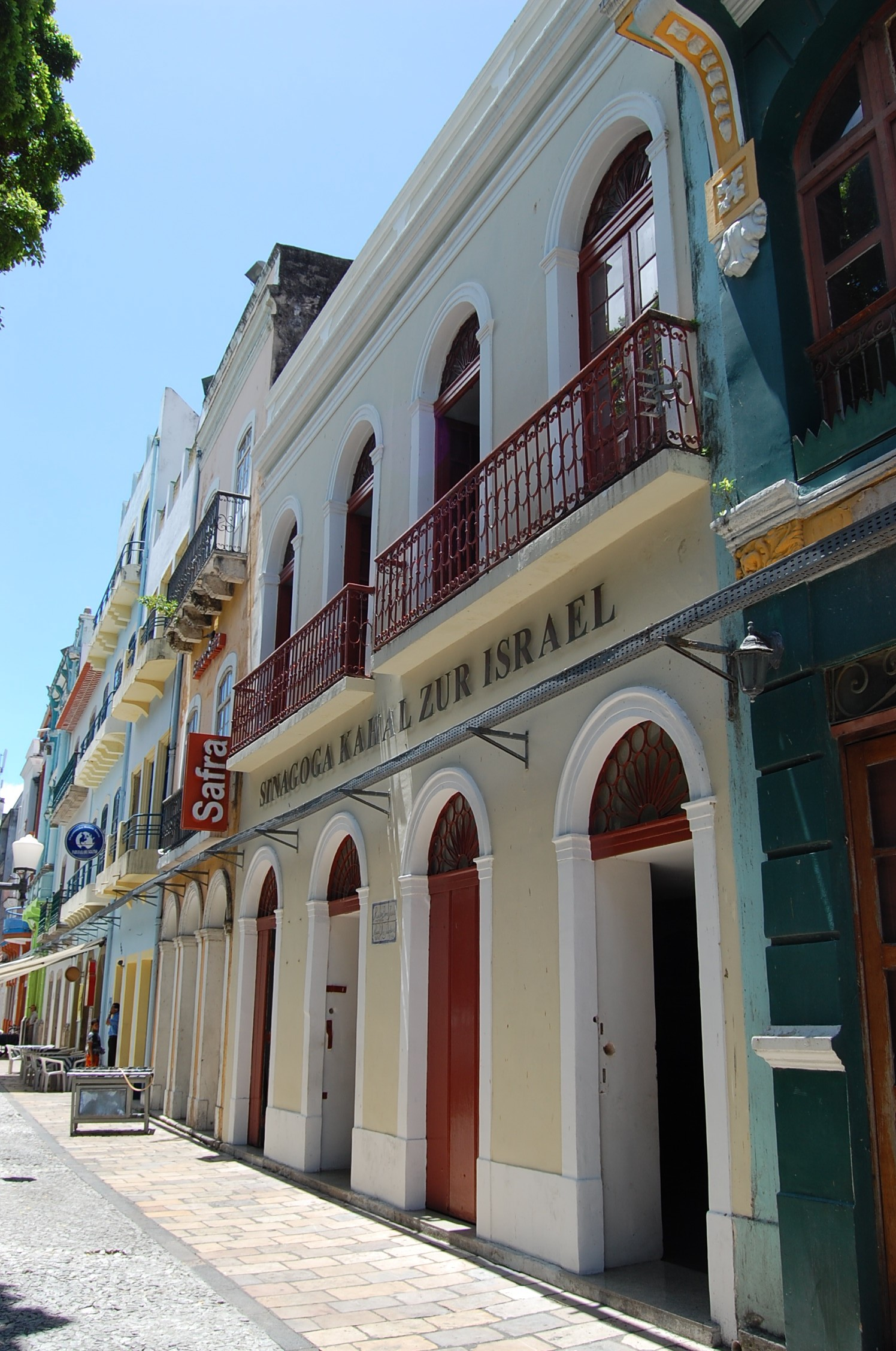
A Sinagoga Kahal Zur Israel, no Recife, em Pernambuco, foi a primeira sinagoga das Américas.

Nesse ambiente perigoso, judeus e convertidos migraram em massa da Espanha para Portugal entre 1480 e 1496. Porém, o rei Manuel I de Portugal pretendia se casar com a filha dos Reis Católicos e, como condição para aceitar o matrimônio, o monarca espanhol pediu ao português que também expulsasse os judeus. Portanto, em 5 de dezembro de 1496, Portugal também decretou a expulsão dos judeus, dando-lhes até outubro do ano seguinte como prazo para sair. Todavia, estima-se que 10% da população portuguesa fosse judia naquela altura, e o rei não podia se dar ao luxo de perder toda aquela população e os benefícios econômicos que ela dava a Portugal. Assim, o rei impediu a saída dos judeus de Portugal e decidiu que eles deveriam ser convertidos à força ao cristianismo. Portugal, ao contrário da Espanha, nunca teve o "problema mouro" para resolver. Após a Reconquista, os islâmicos de Portugal já estavam bastante "iberizados" e foram facilmente assimilados dentro da sociedade portuguesa. Na Espanha, por sua vez, ainda havia uma grande população muçulmana não assimilada, e ela foi a próxima vítima da Inquisição espanhola. Portanto, a fúria da Inquisição portuguesa se voltou exclusivamente contra os judeus e os convertidos. Durante os séculos seguintes, muitas pessoas foram acusadas de cometer criptojudaísmo, ou seja, de praticar o judaísmo em segredo. De fato, muitos cristãos-novos, ao serem perseguidos como "judeus", apesar de muitos não praticarem mais o judaísmo e de serem católicos devotos, acabaram reacendendo o sentimento de ser judeu, dividindo membros da mesma família. Assim, houve casos de irmãos cristãos que denunciavam irmãos judeus para a Inquisição, e até mesmo de um filho cristão que denunciou a mãe judia. Os inquisidores se debruçavam sobre a árvore genealógica das pessoas para averiguar se certo indivíduo tinha algum antepassado judeu. Surgiu aí o conceito de "limpeza de sangue" que atormentou a sociedade ibérica. Muitos historiadores afirmam que o racismo moderno nasceu na Península Ibérica a partir de então, com conceitos de "sangue puro" e "sangue impuro". Houve casos de pessoas que foram queimadas por possuírem um trisavô judeu, apesar de desconhecerem tal origem. Isso deixou a sociedade em estado de paranoia, pois muitas pessoas passaram a temer que houvesse algum judeu em sua árvore genealógica.
A América Latina se tornou um destino visado por esses judeus e cristãos-novos perseguidos. Se na Península Ibérica eles foram transformados em "bodes expiatórios", no Novo Mundo havia outras vítimas a ser perseguidas: os indígenas e os negros. Portanto, no continente Americano, onde a perseguição já começava a assumir um viés racial, esses judeus e convertidos, incluídos na categoria de "brancos", encontraram um ambiente onde eles eram menos notados e onde a agressividade estava se voltando contra outras vítimas. Assim, no México, em 1550, em torno de 20% da população europeia era formada por convertidos. No Peru, a proporção era de dois convertidos para um cristão-velho. Em Porto Rico, havia reclamações de que comerciantes judeus estavam "ocupando a ilha". Em Cuba, oficiais reclamavam que costumes judaicos estavam sendo ensinados aos índios. No Brasil, o número de cristãos-novos era tão grande que, devido à ausência de outros portugueses alfabetizados, muitos deles ocupavam cargos oficiais, apesar de haver uma proibição real. Para o século XVI, estima-se que cristãos-novos compunham 14% da população "branca" em Pernambuco. Entre 1579 e 1620, 32% dos donos de engenhos de cana-de-açúcar em Pernambuco eram de origem judaica.
Pesquisadores encontraram certas peculiaridades da cultura judaica ainda sendo praticadas na Espanha, em Portugal e no Brasil em momentos recentes. São aspectos culturais praticados por pessoas que se dizem cristãs e que desconhecem qualquer vínculo com o judaísmo, o que mostra como foi grande a influência judaica, mesmo após séculos de expulsões e conversões forçadas.
Entre o fim do século XVI e meados do século XVII, vários cristãos-novos prosperaram a ponto de se tornar senhores de engenho, fazendo casamentos com cristãos-velhos e integrando a aristocracia açucareira do Nordeste. Outros, porém, permaneceram nas classes mais baixas como artesãos, agricultores e pequenos comerciantes. A Coroa Portuguesa havia proibido sua participação na governança colonial, mas a proibição não foi aplicada com rigor, havendo registro de muitos cristãos-novos com cargos políticos nas vilas e posições de alto escalão na burocracia e no clero. Com a chegada da Inquisição ao Brasil em 1591 a situação dos cristãos-novos se tornou complicada. Postos sob desconfiança de manterem práticas judaicas, ocorreram denúncias de heresias, prisões e perseguições.

### Séculos XIX e XX
Em 1810 o tratado comercial entre Portugal e a Inglaterra incluiu em suas cláusulas a liberdade de culto religioso, e com a promulgação da Constituição do Império a liberdade foi confirmada. Isso incentivou uma nova onda de imigração judaica. Somente a partir desta época que os judeus no Brasil passam a assumir abertamente sua identidade religiosa, cultural e histórica. Na Europa, os judeus enfrentavam constantemente os denominados pogroms, que consistiam em perseguições em massa realizadas contra judeus, incluindo saques e destruições de casas, realizados em vários países da Europa Ocidental e Oriental, e tal situação fez com que se iniciasse, no final do século XIX, uma emigração para fora do Continente, sobretudo para os Estados Unidos.
Entre 1872 e 1972, entraram no Brasil mais de 90 mil imigrantes de religião judaica. O período mais importante foi entre 1920 e 1939, quando 50 mil judeus entraram no Brasil. A maioria desses imigrantes era de asquenazes provenientes do Império Russo, dos Bálcãs e da Europa Central, mas principalmente da Polônia. Desde finais do século XIX, os Estados Unidos foram o destino de centenas de milhares de imigrantes judeus, e a Argentina ocupava uma posição secundária. Todavia, na segunda metade da década de 1920, esses dois países introduziram restrições à entrada de determinados grupos de imigrantes, fato que culminou no aumento da imigração judaica para o Brasil.
Alguns imigrantes judeus sefarditas começaram a chegar ao Brasil no século XIX, vindos principalmente do Marrocos, estabelecendo-se na Amazônia, principalmente em Belém, onde fundaram em 1824 a mais antiga sinagoga ainda em funcionamento no Brasil. O isolamento imposto aos sefarditas na Amazônia chamou a atenção de rabinos no Marrocos. No início do século XX, decidiram enviar um rabino à Amazônia para  angariar fundos para uma yeshivá no Marrocos (ou em Jerusalém, não se sabe ao certo) e fiscalizar o cumprimento das normas religiosas pela comunidade estabelecida na floresta. O rabino Shalom Emanuel Muyal chegou à região em 1908 ou 1910, mas, dois anos depois de chegar a Manaus, morreu,  provavelmente depois de contrair febre amarela. Curiosamente, o rabino acabou por ganhar fama de santo milagreiro entre os católicos locais.  Foi enterrado no cemitério cristão, pois não havia, então, cemitério judeu na cidade, e sua sepultura tornou-se local de peregrinações. Zeloso, o rabino da sinagoga de Manaus mandou construir um muro ao redor do túmulo, mas foi pior: os devotos católicos passaram a usar o muro como suporte para placas e quadros em que fazem seus pedidos ao rabi Muyal e também proclamam as graças alcançadas. "Ele se tornou o santo judeu dos católicos da Amazônia", admite Isaac Dahan, da sinagoga de Manaus. Nos anos 1960, quando seu sobrinho, então ministro de governo do já criado Estado de Israel, tentou trasladar os restos mortais do santinho, houve protestos populares, e o governo do Amazonas pediu-lhe que não o fizesse. Enfim a sepultura do rabi Muyal foi para o cemitério judaico, anexo ao católico, e o santo rabi continuou a ser venerado no Amazonas.

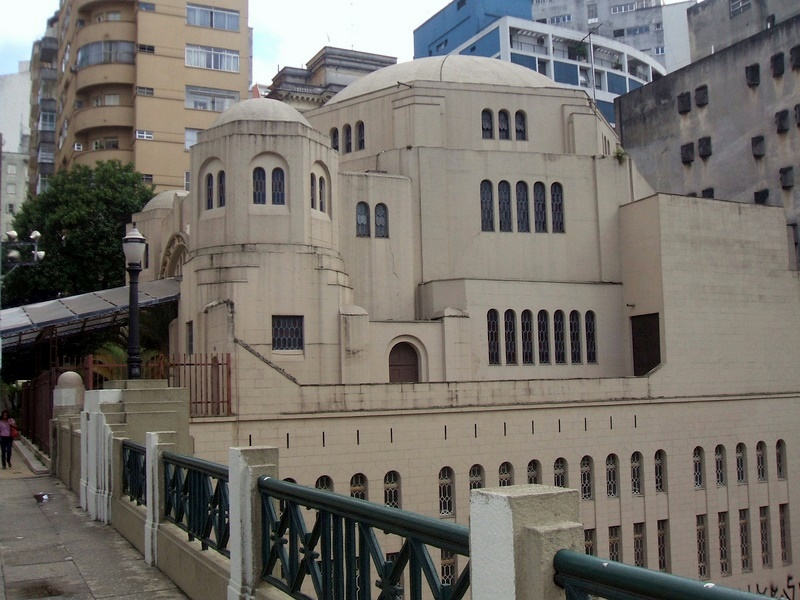
Sinagoga Beth-El, localizada no centro de São Paulo.

No Recife, entre o fim do século XIX e o início do século XX, instalou-se uma comunidade constituída em sua maior parte por judeus de origem asquenaze provenientes de países como Polônia, Ucrânia, Rússia, Áustria e Alemanha. Alguns membros da comunidade asquenaze de Pernambuco tornaram-se notórios, como Mário Schenberg, Leopoldo Nachbin, Paulo Ribenboim, Aron Simis, Israel Vainsencher, Clarice Lispector, Leôncio Basbaum, Noel Nutels, dentre outros.
Com a Proclamação da República do Brasil, uma nova Constituição foi promulgada, garantindo liberdade religiosa no Brasil, o que facilitou a vinda de imigrantes judeus, desta vez um grande número de asquenazes: a maior parte era proveniente do Leste Europeu, regiões da atual Polônia, Rússia e Ucrânia. A maioria desembarcava no porto de Santos e rumava para a cidade de São Paulo onde rapidamente constituiu-se uma próspera comunidade de comerciantes judeus. Além de São Paulo (principalmente no Bom Retiro), os judeus marcaram presença no Rio de Janeiro, no Sul do Brasil e em outras partes do país. No Rio Grande do Sul a fazenda Philipson, fundada no ano de 1904, é considerada como a formadora da primeira escola judaica no Brasil e está localizada no município de Itaara. Posteriormente os imigrantes e descendentes migraram do Bom Retiro para regiões nobres da cidade de São Paulo, como Higienópolis e Jardins. Na mesma época membros da comunidade judaica começaram a se instalar no bairro Bom Fim, em Porto Alegre, que permanece como símbolo da colonização judaica na cidade. Uma das sinagogas do bairro, a União Israelita de Porto Alegre, completou o seu centenário em 2010 e é uma das mais antigas do Brasil e a quarta das Américas com atividades ininterruptas.

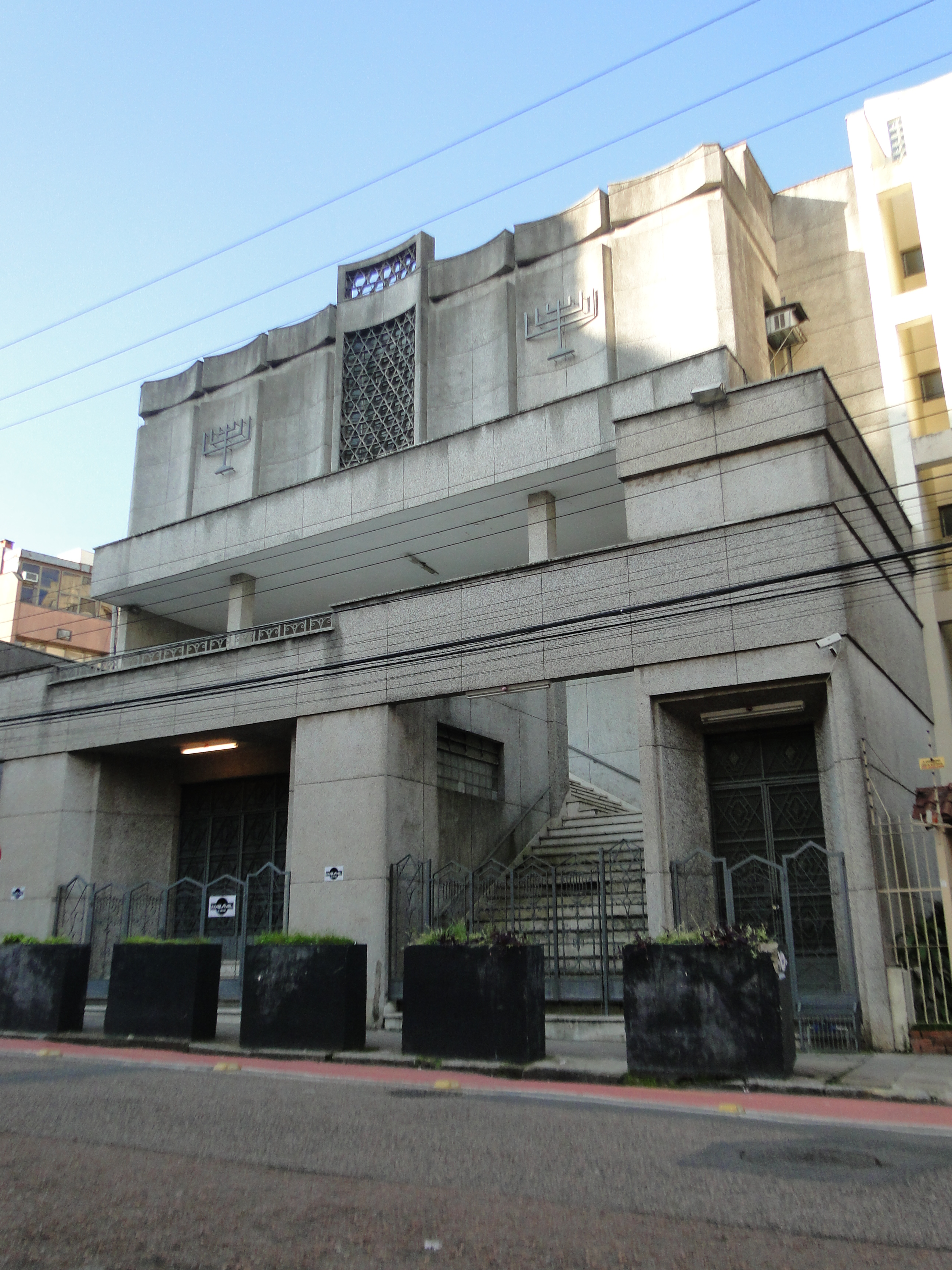
Sinagoga União Israelita de Porto Alegre no bairro Bom Fim.

Na década de 1920 o afluxo de judeus se intensificou com a chegada de dezenas de milhares de pessoas. Quando a imigração judaica cresceu o Brasil iniciava sua transição para uma sociedade crescentemente urbana e industrializada. Nesse contexto, os judeus concentravam-se nas áreas do comércio e dos pequenos empreendimentos domésticos. Desde a Antiguidade, os judeus apresentam características predominantemente urbanas e os imigrantes que vieram para o Brasil repetiram esse paradigma. Quase todos os judeus brasileiros estabeleceram-se em centros urbanos, e em 1940, 74,3% dos judeus do Brasil estavam concentrados em apenas três cidades: São Paulo, no Rio de Janeiro e Porto Alegre. Em 1980 quase 83% de todos os judeus brasileiros ainda lá se concentravam.
Com a ascensão do nazismo na Alemanha e do fascismo na Itália na década de 1930, uma grande população judia fugiu, mas como muitos países mantinham restrições de imigração, boa parte dos refugiados teve dificuldade de encontrar um novo lar no exterior. No Brasil entraram muitos imigrantes, até que em 1935 o governo de Getúlio Vargas começou a negar os vistos de imigração mesmo para turistas. Vargas estava envolvido num projeto de abrasileiramento forçado das minorias étnicas, e neste contexto a chegada de novos grupos se tornava um problema adicional. A partir de 1937, o Ministério das Relações Exteriores emitiu pelo menos 26 circulares secretas impondo barreiras à entrada de judeus, embora publicamente o governo apresentasse o país como amigável aos estrangeiros. A despeito das restrições, a imigração continuou de forma clandestina. Neste período houve mesmo ameaças de deportação em massa de judeus, e embora elas nunca tenham sido concretizadas, vários indivíduos que haviam se envolvido em movimentações políticas foram exilados. Depois de Vargas se alinhar aos países do Eixo, a chamada "questão judaica" passou para o segundo plano, surgindo defensores da presença de judeus no país. No pós-guerra os judeus imigrantes e seus descendentes já estavam bem integrados ao contexto brasileiro, e atuavam em todas as esferas da vida nacional, mas as restrições à imigração só foram abolidas definitivamente em 1950. Até esta data, sabe-se que cerca de 16 mil judeus tiveram seu visto de entrada recusado, mas esse número provavelmente é muito maior.
À medida que se integravam, fundaram jornais, bibliotecas, escolas, associações comunitárias de ajuda mútua e apoio a recém-chegados; entraram na atividade político-partidária; participaram da articulação do movimento sionista, e fundaram sociedades para a preservação da cultura judaica e de apoio das comunidades que cresciam. Na década de 1960 muitos judeus entraram na oposição à ditadura militar, mas com a publicação do AI-5 e o endurecimento da repressão política, uma expressiva quantidade de judeus brasileiros se transferiu para Israel.
Uma característica marcante da população judaica no Brasil é a uma taxa de natalidade reduzida precocemente. Em 1940, havia 55.563 judeus no Brasil, número que cresceu para 96.199 em 1960. Em algum momento da década de 1960, a taxa de natalidade da comunidade judaica tornou-se negativa e ela passou a encolher: em 1991, os judeus estavam reduzidos a 86.417 pessoas. Parte desse fenômeno se deve ao expressivo declínio da imigração que se verificou a partir da década de 1960, e também à crescente taxa de assimilação por casamentos mistos e secularização. Em anos recentes em algumas comunidades a taxa de casamentos mistos ultrapassa os 50%. O censo brasileiro de 2010 registrou 107.329 judeus no país.
Segundo pesquisas de Monica Grin e Michel Gherman, no Brasil a definição de judaísmo é flexível. Para alguns ela é baseada na prática da religião, mas para outros ela se baseia principalmente em aspectos de natureza social, cultural, étnica e histórica. De modo geral os que se auto-identificam como judeus brasileiros na atualidade possuem alta escolaridade, nível de vida acima da média e uma fraca adesão à religião tradicional. Entre os que praticam assiduamente a religião, há uma predominância dos grupos ortodoxos, numa tendência que vem crescendo desde os anos 1980 sob influência do fortalecimento da religiosidade de índole conservadora em curso tanto nos Estados Unidos como em Israel.
Em anos recentes tem havido uma crescente apropriação de símbolos judaicos por grupos não judeus, geralmente cristãos e conservadores, em um processo de aproximação com as ideologias e políticas conservadoras e direitistas e criação de uma imagem mitificada de Israel, que, segundo Gherman, "reorganiza identidades políticas, ideológicas e religiosas entre judeus e não judeus no Brasil" e provoca uma cisão entre judeus de esquerda e judeus de direita.

## Ancestralidade
Perguntados sobre sua origem étnica, os judeus brasileiros responderam:
- Brasileira (39,11%)
- Judaica (16,73%)
- Polonesa (6,46%)
- Italiana (6,05%)
- Indígena (5,83%)
- Alemã (5,64%)
- Portuguesa (4,0%)
- Árabe (2,11%)
- Libanesa (1,62%)
- Negra (1,46%)
- Africana (0,81%)
- Outra (10,18%)